# 1982년 뉴욕 영화 비평가 협회상
제48회 뉴욕 영화 비평가 협회상은 1982년 영화를 대상으로 하는 시상식이다.

## 수상 및 후보

### 작품상
- 간디

### 감독상
- 투씨 - 시드니 폴락 수상

### 각본상
- 투씨 - 머레이 슈이스걸 수상
- 투씨 - Larry Gelbart 수상

### 여우주연상
- 소피의 선택 - 메릴 스트립 수상

### 남우주연상
- 간디 - 벤 킹슬리 수상

### 여우조연상
- 투씨 - 제시카 랭 수상

### 남우조연상
- 가프 - 존 리스고 수상

### 촬영상
- 소피의 선택 - 네스토르 알멘드로스 수상

### 외국영화상
- Megall az ido